# Johannes Rebmann
Johannes Rebmann (Gerlingen, 16 gennaio 1820 – Korntal, 4 ottobre 1876) è stato un missionario ed esploratore tedesco.

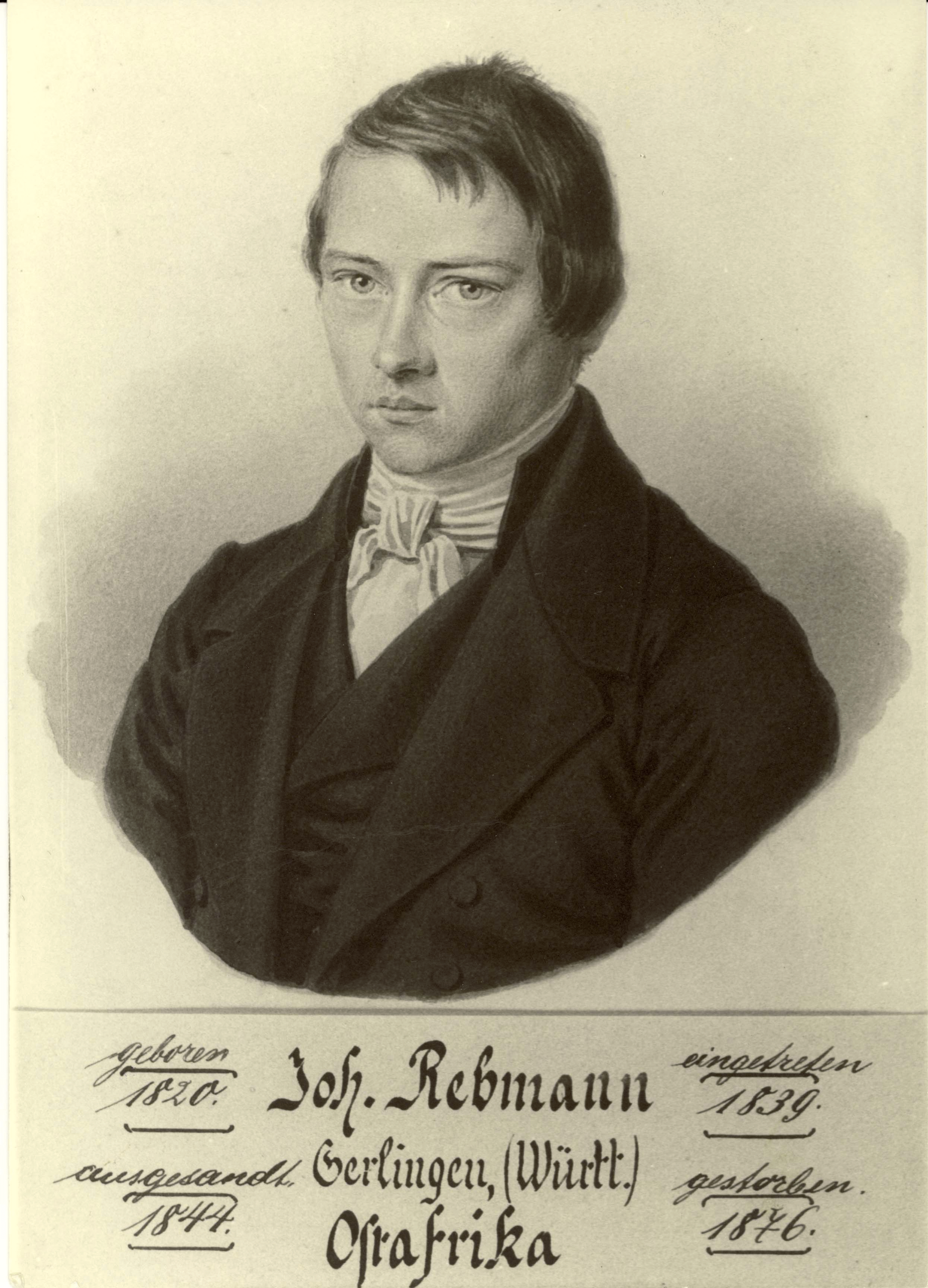
Johannes Rebmann

Viene ricordato per essere stato il primo europeo, insieme al suo compagno di viaggio Johann Ludwig Krapf a penetrare nell'entroterra dell'Africa orientale dalla costa dell'Oceano Indiano; Rebmann fu il primo a vedere il Kilimangiaro (nel 1848), e Kapf il primo a vedere il monte Kenya (1849). Sui risultati ottenuti da Rebmann si basarono probabilmente esploratori dell'epoca immediatamente successiva, come Richard Burton, John Hanning Speke e David Livingstone.

## Biografia
Rebmann nacque a Gerlingen, un piccolo paese di circa 1 500 abitanti, in Germania. Fin da piccolo dimostrò l'aspirazione a diventare un predicatore del Vangelo; in seguito concretizzò questa aspirazione scegliendo di diventare un missionario. Insieme al suo amico Johann Ludwig Krapf, nel 1846 si recò in Africa orientale, lavorando in Kenya e in altri luoghi. Rendendosi conto che l'Islam stava penetrando rapidamente in quelle regioni, Krapf e Rebmann intrapresero numerose spedizioni nell'interno per prendere contatto con le popolazioni locali. Ben presto, la loro attività di esploratori divenne predominante rispetto a quella strettamente missionaria.

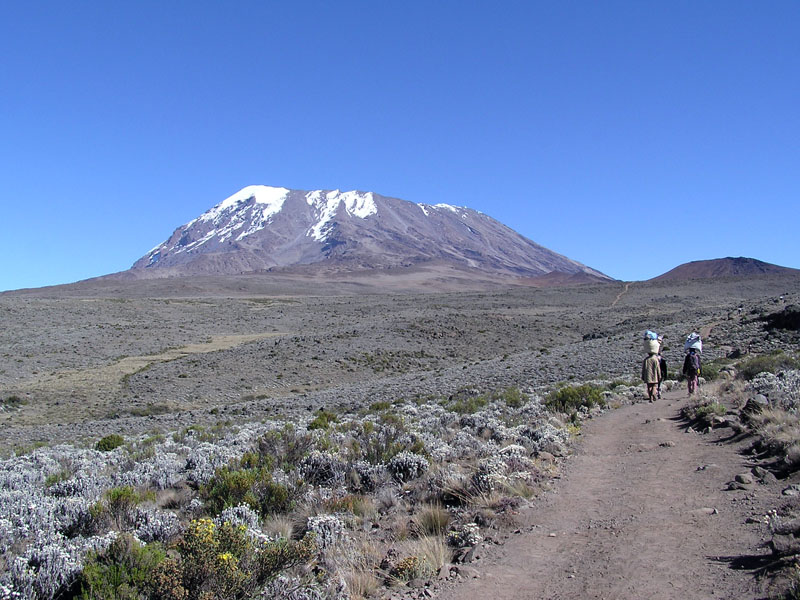
La vetta Kibo del Kilimanjaro

Nel 1847 Rebmann e Kapf sentirono dalle popolazioni locali il racconto di una grande montagna chiamata "Kilimansharo", la cui vetta era "coperta d'argento". Come molti europei dell'epoca, Rebmann e Kapf non prendevano in considerazione l'eventualità che una montagna vicina all'equatore potesse avere una cima innevata, e interpretarono letteralmente la storia. Questo suscitò la loro curiosità, e ottennero dal governatore di Mombasa il permesso di intraprendere una spedizione esplorativa nella terra del popolo Chaga (all'epoca chiamato Jagga), che sapevano vivere ai piedi del monte. In questo viaggio, Kapf non accompagnò Rebmann; questi, partito il 27 aprile 1848 da Mombasa, giunse in vista del Kilimanjaro due settimane dopo.
Vedendo la montagna Rebmann si rese conto che la sua sommità, nonostante la latitudine, era effettivamente ricoperta di neve. Nel suo diario, Rebmann scrisse:
Quando Rebmann pubblicò queste osservazioni nel 1849, comunque, la comunità scientifica le rifiutò, ritenendole inverosimili.
Il 3 dicembre 1849 Krapf scoprì il Monte Kenya. Oltre ad aver scoperto il Kilimanjaro e il Kenya, Rebmann e Kapf intrapresero numerose altre importanti esplorazioni. Visitarono, tra l'altro, l'area dei Grandi Laghi e il monte Meru. Rebmann imparò diverse lingue locali, e compilò un dizionario swahili. Nel settembre del 1875 Rebmann dovette rientrare in Europa a causa di una cecità sopraggiunta per motivi non noti. Prese casa a Korntal, presso Stoccarda. Il 4 ottobre 1876 morì di polmonite.